# Cabo San Antonio (Cuba)
O cabo San Antonio é o ponto mais ocidental de Cuba, no extremo da península de Guanahacabibes, sobre o canal do Iucatão.